# ریچارد لمبارت، ششمین ارل کاوان
ریچارد لمبارت، ششمین ارل کاوان (انگلیسی: Richard Lambart, 6th Earl of Cavan; ۱ ژانویهٔ ۱۷۲۲ – ۲ نوامبر ۱۷۷۸) فرمانده نظامی اهل پادشاهی بریتانیای کبیر بود.